# Twice
Twice (Hangul: 트와이스) je južnokorejska dekliška skupina, ki jo je ustanovila agencija JYP Entertainment skozi resničnosti šov Sixteen. Skupino sestavlja devet deklet, ki prihajajo iz Južne Koreje, Japonske, in Tajvana. Skupina je debitirala oktobra 2015 z EP-jem The Story Begins.
Twice so postale slavne leta 2016 z njihovo skladbo Cheer Up, ki je postal najuspešnejši singl leta na južnokorejski lestvici Gaon Digital Chart. Osvojil je tudi naziv za pesem leta na dveh velikih glasbenih nagradah, Melon Music Awards in Mnet Asian Music Awards. Skladba TT iz njihovega tretjega EP-ja Twicecoaster: Lane 1 se je uvrstila na prvo mesto glasbene lestvice Gaon štiri zaporedne tedne. EP je postal najbolj prodajan album leta 2016 med dekliškimi skupinami s prodanimi 350.852 kopijami. Do maja 2017 je prodaja presegla 1.2 milijona izvodov.
Skupina se je junija 2017 razširila na japonski trg z izdajo prvega japonskega albuma, imenovanega #Twice. V manj kot dveh mesecih je bilo prodanih 260.000 kopij, za kar je album prejel platinast certifikat.

## Zgodovina

### 2013–2015: Ustanovitev in prvenec zThe Story Begins
Decembra 2013 je agencija JYP Entertainment (JYPE) oznanila, da namerava v prvi polovici leta 2014 ustanoviti novo dekliško skupino.
Februarja 2015 je vodja JYPE, Park Jin-young, oznanil, da bo nova sedemčlanska skupina določena preko tekmovanja 16. Tekmovalni šov se je začel maja 2015 in se je končal z določitvijo sedmih tekmovalk (Nayeon, Jeongyeon, Sana, Jihyo, Mina, Dahyun, in Chaeyoung) kot novih članic skupine Twice. Park je nato razširil skupino na devet članic; prva je bila dodana najmlajša članica Tzuyu kot »izbor občinstva«, in Momo, ki jo je lastnoročno izbral Park, ki je ocenil, da skupina potrebuje nekoga z njeno sposobnostjo nastopanja.
Skupina je oktobra 2015 izdala svoj prvenec, The Story Begins z naslovno skladbo Like Ooh-Ahh. Skladbo so kritiki opisali kot »barvit pop« z elementi hip-hopa, rocka, in R&B-ja. Videospot je na Youtube presegel 50 milijonov ogledov v manj kot petih mesecih in je postal najbolj gledan debitantski videospot katerekoli K-pop skupine.

### 2016–danes: Vzpon v priljubljenosti, prva koncertna turneja in japonski prvenec
Drugi EP, imenovan Page 2 z naslovno skladbo Cheer Up, je izšel aprila 2016. Album je do avgusta 2016 bil prodan v več kot 150.000 izvodih.
V praznovanju prve obletnice nastanka je skupina 20 oktobra izdala pesem One in a Million. Nekaj dni kasneje je izšel njihov tretji EP, imenovan Twicecoaster: Lane 1 z naslovno skladbo TT. Novembra je skladba Cheer Up osvojila nagrado za pesem leta na Melon Music Awards, in kasneje še na Asian Music Awards v začetku decembra. Decembra je skupina izdala posebno božično različico albuma Twicecoaster: Lane 1.
V začetku januarja 2017 je videospot za skladbo TT presegel 100 milijonov ogledov in tako postal najhitrejši videospot korejskih K-pop skupin, ki mu je to uspelo. Kasneje istega leta je videospot kot prvi izmed vseh azijskih dekliških skupin presegel 200 milijonov ogledov.
Med 17. in 19. februarjem je skupina izvedla svoje prve tri samostojne koncerte v razprodani olimpijski rokometni dvorani v Seulu. Istega meseca je skupina izdala Twicecoaster: Lane 2, ki je posebna izdaja njihovega prejšnjega EP-ja Twicecoaster: Lane 1. Album je samo v februarju prodal preko 266.645 kopij.
Njihov peti EP Signal z istoimensko naslovno skladbo je izšel maja. Junija se je skupina razširila na japonski trg z izdajo prvega albuma v japonskem jeziku. Album, imenovan #Twice, vsebuje deset skladb, in sicer pet njihovih prejšnih naslovnih skladb tako v japonskem kot v korejskem jeziku. V začetku julija je skupina na Japonskem izvedla poseben promocijski koncert, imenovan Touchdown in Japan, ki si ga je ogledalo 15.000 ljudi. Oktobra je skupina izdala svoj prvi singl v japonščini, imenovan One More Time. Istega meseca je izšel tudi nov korejski album, Twicetagram.

## Članice
| Umetniško ime | Umetniško ime | Polno ime       | Polno ime | Datum rojstva      | Kraj rojstva        |
| Romanizirano  | Hangul        | Romanizirano    | Izvirno   | Datum rojstva      | Kraj rojstva        |
| ------------- | ------------- | --------------- | --------- | ------------------ | ------------------- |
| Nayeon        | 나연          | Im Na-yeon      | 임나연    | 22. september 1995 | Seul                |
| Jeongyeon     | 정연          | Yoo Jeong-yeon  | 유정연    | 1. november 1996   | Suvon               |
| Momo          | 모모          | Momo Hirai      | 平井 もも | 9. november 1996   | Kyotanabe, Kjoto    |
| Sana          | 사나          | Sana Minatozaki | 湊崎 紗夏 | 29. december 1996  | Tennoji-ku, Osaka   |
| Jihyo         | 지효          | Park Ji-hyo     | 박지효    | 1. februar 1997    | Guri                |
| Mina          | 미나          | Mina Myoui      | 名井 南   | 24. marec 1997     | San Antonio, Teksas |
| Dahyun        | 다현          | Kim Da-hyun     | 김다현    | 28. maj 1998       | Seongnam            |
| Chaeyoung     | 채영          | Son Chae-young  | 손채영    | 23. april 1999     | Seul                |
| Tzuyu         | 쯔위          | Chou Tzuyu      | 周子瑜    | 14. junij 1999     | Tainan              |

## Diskografija
Dolgometražni albumi
- Twicetagram (2017)
- BDZ (2018)
- &Twice (2019)

Mini albumi
- The Story Begins (2015)
- Page 2 (2016)
- Twicecoaster: Lane 1 (2016)
- Signal (2017)
- What Is Love ? (2018)
- Yes Or Yes (2018)
- Fancy You (2019)
- Feel Special (2019)
- More & More (2020)

Kompilacije
- #Twice (2017)
- #Twice2 (2019)

## Nagrade
Twice so prejele svojo prvo nominacijo in nagrado leta 2015 na Mnet Asian Music Awards, ko so osvojile nagrado za novinca leta med ženskimi izvajalci. Temu je sledila še ena nagrada za novinca leta na 2016 Golden Disc Awards. Skupina je osvojila tudi nekaj glavnih nagrad, kot so pesem leta na Melon Music Awards in na Mnet Asian Music Awards, obakrat s skladbo Cheer Up.
| Leto | Nagrada                      | Kategorija                            | Delo     |
| ---- | ---------------------------- | ------------------------------------- | -------- |
| 2015 | Mnet Asian Music Awards      | Best New Female Artist                | Twice    |
| 2016 | Asia Artist Awards           | Best Artist Award (Female Singer)     | Twice    |
| 2016 | Gaon Chart Music Awards      | Song of the Year – April              | Cheer Up |
| 2016 | Gaon Chart Music Awards      | Song of the Year – October            | TT       |
| 2016 | Golden Disk Awards           | New Artist Award                      | Twice    |
| 2016 | Melon Music Awards           | Top 10 Artists                        | Twice    |
| 2016 | Melon Music Awards           | Song of the Year                      | Cheer Up |
| 2016 | Mnet Asian Music Awards      | Best Female Group                     | Twice    |
| 2016 | Mnet Asian Music Awards      | Song of the Year                      | Cheer Up |
| 2017 | Golden Disk Awards           | Digital Daesang                       | Cheer Up |
| 2017 | Golden Disk Awards           | Digital Bonsang                       | Cheer Up |
| 2017 | Seoul Music Awards           | Bonsang Award                         | Cheer Up |
| 2017 | Seoul Music Awards           | Record of the Year in Digital Release | Cheer Up |
| 2017 | Seoul Music Awards           | Female Dance Performance Award        | TT       |
| 2017 | Soribada Best K-Music Awards | Bonsang Award                         | Twice    |
| 2017 | Soribada Best K-Music Awards | Digital Daesang                       | Twice    |